# مهدي أباد (دلفان)
مهدي أباد (بالفارسية: مهدی‌آباد) هي قرية تقع في قسم كاكاوند الشرقي الريفي (مقاطعة دلفان) في إيران.